# Walbeck (Mansfelder Land)
Walbeck (Mansfelder Land) este o comună din landul Saxonia-Anhalt, Germania.